# Le Deenastyle
 (mars 2023).
Si vous disposez d'ouvrages ou d'articles de référence ou si vous connaissez des sites web de qualité traitant du thème abordé ici, merci de compléter l'article en donnant les références utiles à sa vérifiabilité et en les liant à la section « Notes et références ».
Albums de Dee Nasty
Dee Nasty
(1991) D & D Groove Factory
(2000)
Le Deenastyle est le troisième album du DJ Dee Nasty. 

## Liste des titres
1. Opening
2. Here we come
3. A nos amis
4. Opportunity
5. Le mouvement
6. New-York is the old school
7. Never justify
8. Hip hop short spot
9. Connecte ton intellect
10. Looking for a fight
11. Soyez responsables!
12. Can’t get enough
13. Soul divine
14. How dou you feel?
15. Mismatched